# Sweden India Film Association
Sweden India Film Association, eller SIFA, är en ideell förening med syfte att främja utbytet mellan den svenska och den indiska filmindustrin.
Föreningen grundades 2005 av Kunnie (Kunzang) Topden och Christer Holmgren och låg till exempel bakom den första indiska filminspelningen på svensk mark, nämligen Romesh Sharmas film "Följ ditt hjärta" (Dil Jo Bhi Kahe) som spelades in 2005 i Stockholmstrakten, bland annat på Drottningholms slott.
Sedan dess har föreningen arrangerat en indisk filmfestival i Stockholm, och arbetar vidare med att knyta kontakter mellan länderna.